# Кайнар (Аккольський район)
Кайна́р (каз. Қайнар) — село у складі Аккольського району Акмолинської області Казахстану. Входить до складу Жалгизкарагайського сільського округу.
Населення — 17 осіб (2021; 50 у 2009, 113 у 1999, 170 у 1989).
Національний склад станом на 1989 рік:
- казахи — 100 %.

До 2007 року село називалося Кизилту, ще раніше мав сучасну назву.